# Matia Kasaija

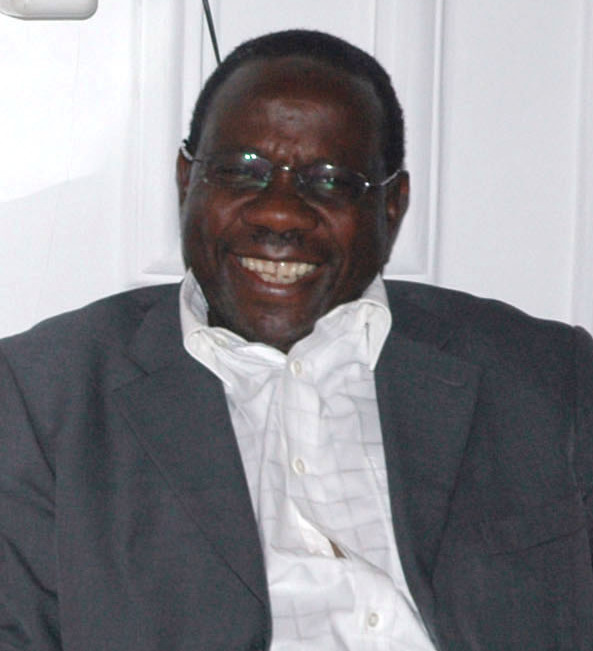
Matia Kasaija, 2009

Matia Kasaija (* 28. Mai 1944 im Distrikt Kabale) ist ein ugandischer Politiker des National Resistance Movement (NRM), der unter anderem seit 2015 Minister für Finanzen, Planung und wirtschaftliche Entwicklung ist.

## Leben
Matia Kasaija begann nach dem Besuch des St. Marys College in Kisubi und der Ntara School in Mbarara 1965 ein Studium der Wirtschaftswissenschaften an der damals zur University of East Africa gehörenden University of Nairobi, das er 1969 mit einem Bachelor of Commerce (B. Comm.) abschloss. Im Anschluss arbeitete er zwischen 1969 und 1977 als Manager bei Shell & BP Ltd. sowie später von 1987 bis 1990 als Geschäftsführender Direktor der zum Finanzministerium gehörende Behörde zur Verwaltung der Vermögen ausgereister Asiaten DAPCB (Departed Asians Property Custodian Board), ehe er zwischen 1998 und 2005 als stellvertretender Direktor für Massenmobilisierung im Sekretariat des National Resistance Movement (NRM) tätig war.
Nachdem Kasaija von Juni 2006 bis 2010 Staatsminister im Innenministerium (Minister of State for Internal Affairs) war, fungierte er zwischen Juni 2011 und März 2015 als Staatsminister für Planung im Finanzministerium (Minister of State for Planning). Im März 2015 übernahm er im Kabinett von Premierminister Ruhakana Rugunda den Posten als Minister für Finanzen, Planung und wirtschaftliche Entwicklung (Minister of Finance, Planning & Economic Development).  Darüber hinaus ist er für die NRM Mitglied des Parlaments von Uganda und vertritt in diesem den Wahlkreis Buyanja County, der im Distrikt Kibaale in der Westregion liegt.